# Craniophora jactans
Craniophora jactans är en fjärilsart som beskrevs av Max Wilhelm Karl Draudt 1937. Craniophora jactans ingår i släktet Craniophora och familjen nattflyn. Inga underarter finns listade i Catalogue of Life.